# Sam Neua

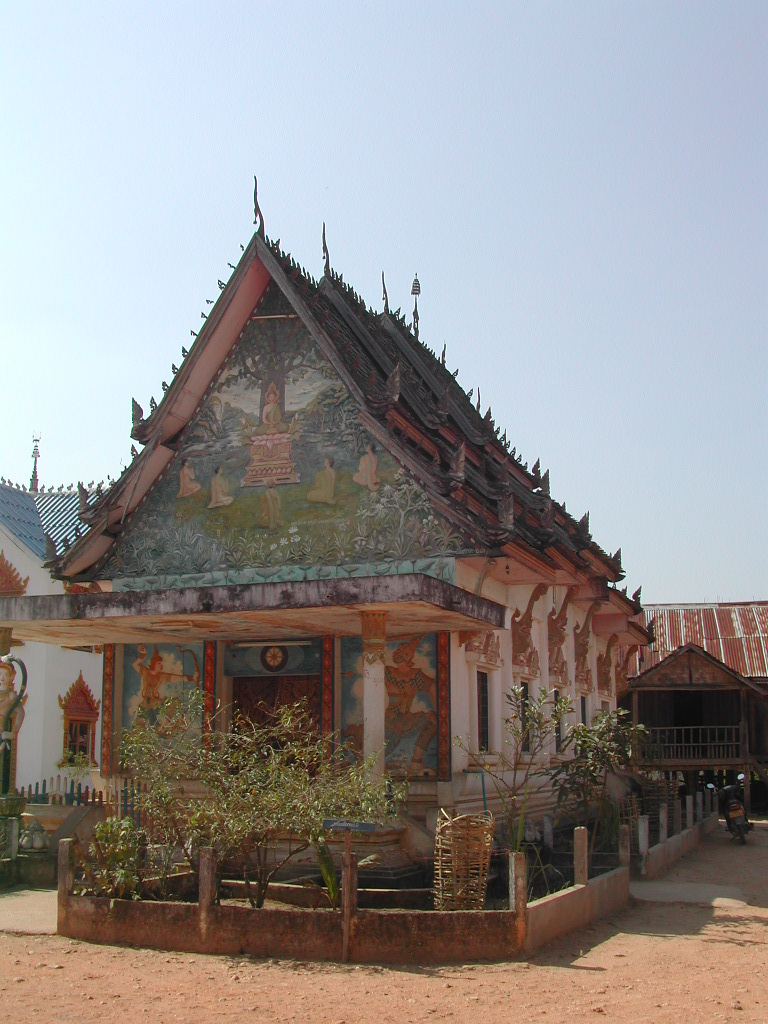
Wat Pho Xai Kloster

Sam Neua (lao.: ຊຳເຫນືອ, ausgesprochen Sam Nüa, Thai ซำเหนือ, oder Vietnamesisch Xamneua) ist die Hauptstadt von Houaphan, einer Provinz im Osten von Laos. Während des Vietnam-Krieges und des Laotischen Bürgerkrieges diente die Stadt und deren Umgebung als Regierungssitz der kommunistischen Pathet Lao und wurde von Nord-Vietnamesischen Truppen kontrolliert. Das Gebiet um Sam Neua gilt als eines der am heftigsten bombardierten Gebiete der Welt.

## Geografie
Sam Neua liegt in einem vom Fluss Nam Sam geformten Tals in einer Höhe von 1200 Metern.

## Bevölkerung
Die Einwohnerzahl der Stadt beträgt 46.800. (Stand 2000) Hier leben hauptsächlich Laoten, Vietnamesen und Hmong. Hinzu kommen einige Angehörige der Thai Dam, Thai Daeng und Thai Lü.

## Kultur und Sehenswürdigkeiten
In Sam Neua befindet sich das Wat Pho Xai Kloster. Es ist das einzige Kloster der Stadt und wird lediglich von fünf Mönchen dauerhaft bewohnt.
Eine weitere Sehenswürdigkeit ist das 1979 errichtete Unabhängigkeitsdenkmal. Es steht auf einem Hügel im Nordwesten der Stadt.

## Infrastruktur
Drei Kilometer vom Stadtzentrum entfernt befindet sich ein Flughafen, der unregelmäßig von Vientiane angeflogen wird.

## Persönlichkeiten
- Phankham Viphavanh (* 1951), Politiker, Ministerpräsident von Laos
- At Viengkham (* 2000), Fußballspieler